# 时区列表

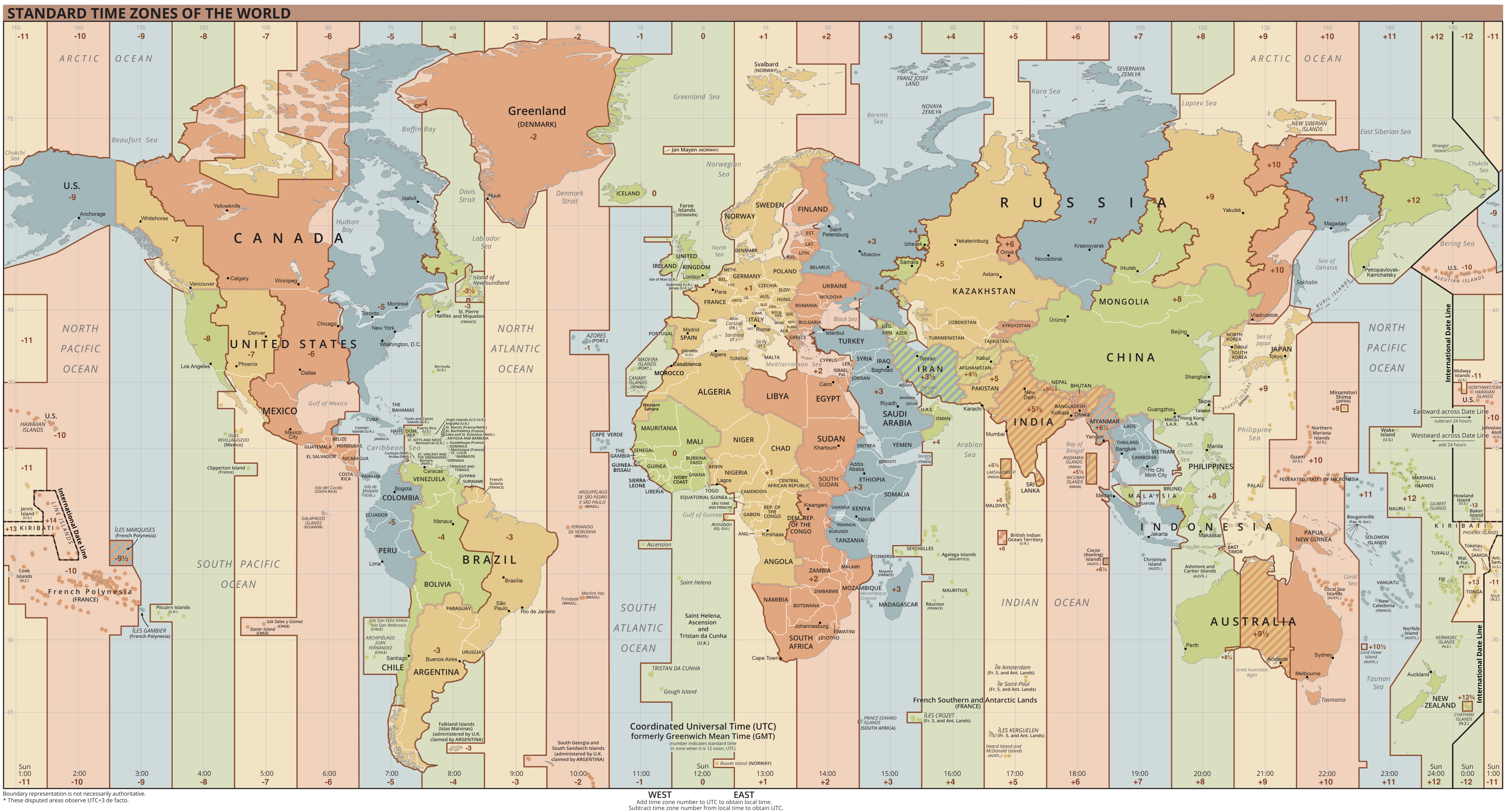
时区图

本表列举世界各国和地区的法定时区。
現在的日期與時間是2025年8月20日18時17分。※按此更新

## UTC-12（IDLW：國際換日線）
2025年8月20日06:17
- 美国（貝克島、豪蘭島）

## UTC-11（SST：美属萨摩亚標準時间）
2025年8月20日07:17
- 美国（ 中途島、 美属萨摩亚）
- 纽埃

## UTC-10（HST：夏威夷－阿留申標準時間）
2025年8月20日08:17
- 美国（阿留申群岛、夏威夷州、约翰斯顿岛）
- 新西兰（托克劳、 庫克群島）
- 法屬玻里尼西亞（社会群岛、土阿莫土群岛）

## UTC-9:30（MIT：马克萨斯群岛標準時间）
2025年8月20日08:47
- 法屬玻里尼西亞（马克萨斯群岛）

## UTC-9（AKST：阿拉斯加標準時間）
2025年8月20日09:17
- 美国（阿拉斯加州）
- 法屬玻里尼西亞（甘比尔群岛）

## UTC-8（PST：太平洋标准时间）
2025年8月20日10:17
- 加拿大（育空地区、不列颠哥伦比亚省）
- 美国（加利福尼亚州、爱达荷州、内华达州、俄勒冈州、华盛顿州）
- 墨西哥（下加利福尼亚州[註⁠ 1]）
- 英国（皮特凯恩群岛）

## UTC-7（MST：北美山區標準時間）
2025年8月20日11:17
- 加拿大（亞伯達省、西北地方、努纳武特地区）
- 美国（亚利桑那州、科罗拉多州、爱达荷州 南部、蒙大拿州、内布拉斯加州 西部、堪薩斯州 西部五郡丶新墨西哥州、北达科他州 西部、南达科他州、犹他州、怀俄明州）
- 墨西哥（南下加利福尼亞州、奇瓦瓦州、納亞里特州、錫那羅亞州、索諾拉州）

## UTC-6（CST：北美中部標準時間）
2025年8月20日12:17
- 加拿大（马尼托巴省、努纳武特地区 中部、安大略省 西部、萨斯喀彻温省）
- 美国（阿拉巴馬州、阿肯色州、伊利诺伊州、艾奥瓦州、堪萨斯州、肯塔基州 西部、路易斯安那州、明尼苏达州、密西西比州、密苏里州、内布拉斯加州 東部、北达科他州、奧克拉荷马州、南达科他州 東部、田纳西州 中西部、得克萨斯州、威斯康辛州）
- 墨西哥
- 尼加拉瓜
- 薩爾瓦多
- （科隆群岛）
- 智利（复活节岛）

## UTC-5（EST：北美東部標準時間）
2025年8月20日13:17
- 加拿大（努納武特地區 東部、安大略省、魁北克省）
- 美国（康涅狄格州、特拉华州、华盛顿特区、佛罗里达州、佐治亚州、印第安纳州、肯塔基州 東部、缅因州、马里兰州、麻萨诸塞州、密歇根州、新罕布什尔州、新泽西州、纽约州、北卡罗来纳州、俄亥俄州、宾夕凡尼亚州、罗得岛州、南卡罗来纳州、田纳西州 東部、佛蒙特州、弗吉尼亚州、西弗吉尼亚州）
- 巴哈马
- 古巴
- 英国（特克斯和凯科斯群岛、开曼群岛）
- 海地
- 牙买加
- 哥伦比亚
- 巴拿马
- 秘魯
- 巴西 （阿克里州，亚马孙州（西部))

## UTC-4（AST：大西洋標準時間）
2025年8月20日14:17
- 丹麦（ 格陵兰）
- 加拿大（紐芬蘭省、新不倫瑞克省、新斯科舍省、爱德华王子岛省、魁北克省）
- 英国（ 百慕大、 英屬維爾京群島、 、 、 福克蘭群島）
- 美国（ 波多黎各、 美屬維爾京群島）
- 圣基茨和尼维斯
- 安地卡及巴布達
- 法國（ 、 、 法属圣马丁、 ）
- 多米尼克
- 圣文森特和格林纳丁斯
- 巴巴多斯
- 格林纳达
- 荷屬阿魯巴、古拉索、荷屬聖馬丁、加勒比荷蘭
- 特立尼达和多巴哥
- 圭亚那
- 巴西（亚马孙州（东部)，马托格罗索州，南马托格罗索州，帕拉州西部，朗多尼亚州，罗赖马州）
- 玻利维亚
- 智利
- 巴拉圭
- 委内瑞拉

## UTC-3:30（NST：紐芬蘭島標準時間）
2025年8月20日14:47
- 加拿大（纽芬兰省*）

## UTC-3（BRT：巴西利亞標準時間）
2025年8月20日15:17
- 阿根廷
- 巴哈马*
- 巴西（阿拉戈斯州、阿马帕州、巴伊亚州、塞阿拉州、联邦区、圣埃斯皮里图州、戈亚斯州、马拉尼昂州、米纳斯吉拉斯州、帕拉州东部、帕拉伊巴州、巴拉那州、伯南布哥州、皮奥伊州、里约热内卢州、北大河州、南大河州、圣卡塔琳娜州、圣保罗州、塞尔希培州、托坎廷斯州）
- 法國（法属圭亚那、圣皮埃爾和密克隆群島）
- 苏里南
- 乌拉圭

## UTC-2（FNT：費爾南多·迪諾羅尼亞群島標準時間）
2025年8月20日16:17
- 巴西（費爾南多·迪諾羅尼亞群島）
- 格陵兰

## UTC-1（CVT：佛得角标准时间）
2025年8月20日17:17
- 佛得角
- 葡萄牙（亚速尔群岛）

## UTC（WET：歐洲西部時區，GMT：格林威治标准时间）
2025年8月20日18:17
- 同時作為了世界標準時。
- 布基纳法索
- 科特迪瓦
- 法罗群岛
- 冈比亚
- 加纳
- 几内亚
- 几内亚比绍
- 冰岛
- 爱尔兰
- 利比里亚
- 马里
- 毛里塔尼亚
- 摩洛哥
- 葡萄牙
- 聖赫勒拿、阿森松與特里斯坦達庫尼亞（英屬）
- 塞内加尔
- 塞拉利昂
- 西班牙（加那利群島）
- 多哥
- 英国
- 曼島（英屬）
- 澤西（英屬）
- 根西（英屬）

## UTC+1（CET：歐洲中部時區）
2025年8月20日19:17
- 阿尔巴尼亚
- 安道尔
- 安哥拉
- 奥地利
- 比利时
- 贝宁
- 波斯尼亚和黑塞哥维那
- 喀麦隆
- 中非共和国
- 乍得
- 刚果共和国
- 刚果民主共和国（金沙萨，Bandungu, Bas－Zaire, Equateur等地區）
- 克罗地亚
- 捷克
- 丹麦（本土）
- 赤道几内亚
- 法国（本土）
- 加彭
- 德国
- 直布罗陀（英屬）
- 匈牙利
- 意大利
- 列支敦士登
- 卢森堡
- 北馬其頓
- 摩纳哥
- 黑山
- 荷兰（歐洲荷蘭）
- 尼日尔
- 尼日利亚
- 挪威本土
- 斯瓦爾巴群島
- 揚馬延岛
- 波兰
- 圣马力诺
- 塞尔维亚
- 斯洛伐克
- 斯洛文尼亚
- 西班牙（本土、休達和梅利利亞）*
- 瑞典
- 瑞士
- 梵蒂冈
- 圣多美普林西比

## UTC+2（EET：歐洲東部時區）
2025年8月20日20:17
- 白俄罗斯
- 博茨瓦纳
- 保加利亚*
- 布隆迪
- 刚果民主共和国（Kasai Occidental, Kasai Oriental, Haut－Zaire, Shaba）
- 塞浦路斯
- 埃及
- 爱沙尼亚
- 芬兰
- 希腊
- 以色列
- 约旦
- 拉脱维亚
- 黎巴嫩
- 莱索托
- 利比亚
- 立陶宛
- 马拉维
- 摩尔多瓦
- 莫桑比克
- 巴勒斯坦
- 罗马尼亚
- 俄罗斯（加里寧格勒時間）
- 卢旺达
- 南苏丹
- 苏丹
- 南非
- 史瓦帝尼
- 乌克兰
- 赞比亚
- 辛巴威

## UTC+3（MSK：歐洲極東時區／莫斯科時間）
2025年8月20日21:17
- 巴林
- 科摩罗
- 吉布提
- 厄立特里亞
- 衣索比亞
- 伊拉克
- 肯尼亚
- 科威特
- 马达加斯加
- 法屬马约特
- 卡塔尔
- 俄羅斯（莫斯科時間）
- 沙特阿拉伯
- 土耳其
- 索马里
- 坦桑尼亚
- 乌干达
- 葉門
- 叙利亚

## UTC+3:30（IRST：伊朗标准时间）
2025年8月20日21:47
- 伊朗

## UTC+4（GST：海湾标准时间）
2025年8月20日22:17
- 喬治亞
- 哈萨克斯坦西部
- 模里西斯
- 法屬留尼旺島
- 阿曼
- 俄罗斯：薩馬拉時間
- 塞席爾
- 阿拉伯联合酋长国

## UTC+4:30（AFT：阿富汗标准时间）
2025年8月20日22:47
- 阿富汗

## UTC+5（PKT：巴基斯坦标准时间）
2025年8月20日23:17
- 亚美尼亚
- 阿塞拜疆
- 哈萨克斯坦
- 吉尔吉斯斯坦
- 马尔代夫
- 巴基斯坦
- 俄罗斯：葉卡捷琳堡時間
- 塔吉克斯坦
- 土库曼斯坦
- 乌兹别克斯坦

## UTC+5:30（IST：印度标准时间）
2025年8月20日23:47
- 印度
- 斯里兰卡

## UTC+5:45（NPT：尼泊尔标准时间）
2025年8月21日00:02
- 尼泊尔

## UTC+6（BHT：孟加拉标准时间）
2025年8月21日00:17
- 孟加拉国
- 不丹
- 俄罗斯：鄂木斯克時間

## UTC+6:30（MMT：缅甸标准时间）
2025年8月21日00:47
- 科科斯（基林）群岛（澳屬）
- 缅甸

## UTC+7（ICT：中南半島标准时间）
2025年8月21日01:17
- 柬埔寨
- 圣诞岛
- 印尼西部
- 老挝
- 俄罗斯：克拉斯諾亞爾斯克時間
- 泰国
- 越南
- 蒙古西部

## UTC+8（CST：中原標準時間）
2025年8月21日02:17
- 俄罗斯：伊爾庫茨克時間
- 蒙古大部
- 中華人民共和國：北京時間（CST/BJT）
  - 注意：整个中国使用相同的时区，这就使得这个时区的面积特别大。在中国最西部的地区，一天中太阳最高的时刻晚于15点，在最东部仅为11点。单纯从地理規劃来看，整个中国横跨了从东五区（UTC+5）到东九区（UTC+9）共计五个时区。請參見中國時區。
  - 澳门特別行政區：澳門標準時間（MOT）
  - 香港特別行政區：香港時間（HKT）
- 中華民國：國家標準時間（NST）
- 新加坡：新加坡标准时间
- 马来西亚：马来西亚标准时间
- 印尼中部
- 菲律宾
- 文莱
- 澳洲：西澳：AWST：澳洲西部標準時間

## UTC+9（JST：日本標準時間）
2025年8月21日03:17
- 北韓：平壤時間
- 南韓：韓國標準时
- 日本：日本標準時間
- 印尼东部
- 东帝汶
- 帕劳
- 俄罗斯：雅庫茨克時間

## UTC+9:30（ACST：澳洲中部標準時間）
2025年8月21日03:47
- 澳大利亚（新南威尔士州的布罗肯希尔*, 北領地，南澳大利亚州*三地採用）

## UTC+10（AEST：澳洲東部標準時間）
2025年8月21日04:17
- 巴布亚新几内亚
- 北马里亚纳群岛、关岛（美屬）
- 库克群岛
- 俄罗斯：海參崴時間
- 密克罗尼西亚联邦（雅浦島和楚克州）
- 澳大利亚（昆士兰州、澳大利亞首都特區*、布罗肯希尔以外的新南威尔士州*、维多利亚州*、塔斯馬尼亞州*）

## UTC+10:30（LHST：豪勋爵群岛標準時間）
2025年8月21日04:47
- 澳大利亚（豪勋爵群岛*）

## UTC+11（VUT：瓦努阿图標準時間）
2025年8月21日05:17
- 瓦努阿图
- 所罗门群岛
- 俄罗斯：马加丹时间
- 密克罗尼西亚联邦（Kosrae and Pohnpei）
- 新喀里多尼亚
- 诺福克岛（澳屬）

## UTC+12（NZST：紐西兰标准时间）
2025年8月21日06:17
- 斐济
- 基里巴斯（吉尔伯特群岛）
- 马绍尔群岛
- 瑙鲁
- 新西兰
- 俄罗斯：堪察加時間
- 图瓦卢
- 威克岛（美屬）
- 瓦利斯和富图纳群岛（法屬）

## UTC+12:45（CHAST：查塔姆群島标准時間）
2025年8月21日07:02
- 新西兰（查塔姆群岛*）

## UTC+13（PHOT：菲尼克斯群岛标准时间）
2025年8月21日07:17
- 基里巴斯（菲尼克斯群岛）
- 汤加
- 萨摩亚群岛

## UTC+14（LINT：莱恩群岛标准时间）
2025年8月21日08:17
- 基里巴斯（莱恩群岛）

## 備註
1. ↑  該國家／地區使用夏令时，在夏天時加一小時；而南半球地區的夏季時間跟北半球相反
2. ↑   註: